# دریکن‌گارد (بازی ویدئویی)
دریکن‌گارد (به انگلیسی: Drakengard) که در ژاپن تحت نام دوراگو-آن دُراگون (به ژاپنی: ドラッグ オン ドラグーン ,Doraggu on doragūn) شناخته می‌شود، یک بازی ویدئویی در سبک نقش‌آفرینی اکشن است که توسط شرکت کاویا توسعه یافته و به‌وسیلهٔ اسکوئر انیکس در سال ۲۰۰۳ برای کنسول پلی‌استیشن ۲ منتشر شده‌است. یک نسخه تلفن همراه و انحصاری منطقه اروپا نیز توسط مَکرواِسپیس ساخته شد و توسط اسکوئر انیکس در اوت ۲۰۰۴ برای ودافون عرضه شد. این بازی نخستین قسمت از مجموعه بازی‌های دریکن‌گارد به‌شمار می‌رود که دارای ترکیبی از ویژگی‌های هک اند اسلش مبتنی بر روی زمین، مبارزات هوایی، و عناصر نقش‌آفرینی می‌باشد که تبدیل به یکی از اجزای اصلی این سری شده‌است.